# Reuil-sur-Brêche
Reuil-sur-Brêche è un comune francese di 305 abitanti situato nel dipartimento dell'Oise della regione dell'Alta Francia.

## Società

### Evoluzione demografica
Abitanti censiti